# 64
El año 64 (LXIV) fue un año bisiesto comenzado en domingo del calendario juliano, en vigor en aquella fecha.
En el Imperio romano, era conocido como el Año del consulado de Baso y Craso (o menos frecuentemente, año 817 Ab urbe condita). La denominación 64 para este año ha sido usado desde principios del período medieval, cuando el Anno Domini se convirtió en el método prevalente en Europa para nombrar a los años.

## Acontecimientos

### Imperio romano
- 18 de julio: Gran incendio de Roma y primera persecución de cristianos.
- Nerón propone un nuevo planeamiento urbano basado en la creación de edificios adornados con pórticos ornamentados, el ensanchamiento de las calles y el uso de espacios abiertos. Este plan no se aplicará sino después de su muerte.
- 13 de octubre: Martirio de san Pedro.
- Lyon envía una gran cantidad de dinero a Roma para ayudar a la reconstrucción. Sin embargo, durante el invierno de 64–65, la propia Lyon sufre un incendio catastrófico, y Nerón en reciprocidad envía dinero a Lyon.
- Fenicia se convierte en parte de Siria.
- Acaba la guerra contra los partos iniciada en el año 55.
- Un incendio destruye Roma casi completamente, el emperador Nerón culpa a los cristianos y ordena su persecución.[1]

### Asia
- El saqueo kushan saquea la ciudad de Taxila (en lo que hoy es Pakistán).

## Fallecimientos
- San Pedro - Primer papa de la Iglesia Católica.

## Arte y literatura
- Séneca proclama la igualdad de todos los hombres, incluyendo los esclavos.

## Religión
- Se escribe la Primera epístola de Pedro.